# ولادیسلاو کوچراهین
ولادیسلاو کوچراهین (اوکراینی: Владислав Сергійович Кочергін؛ زادهٔ ۳۰ آوریل ۱۹۹۶) بازیکن فوتبال اهل اوکراین است.
از باشگاه‌هایی که در آن بازی کرده‌است می‌توان به باشگاه فوتبال دنیپرو اشاره کرد.
وی همچنین در تیم‌های ملی فوتبال Ukraine national under-16 football team, Ukraine national under-17 football team, Ukraine national under-18 football team، زیر ۲۰ سال اوکراین، زیر ۲۱ سال اوکراین، و اوکراین بازی کرده‌است.